# Carapulca

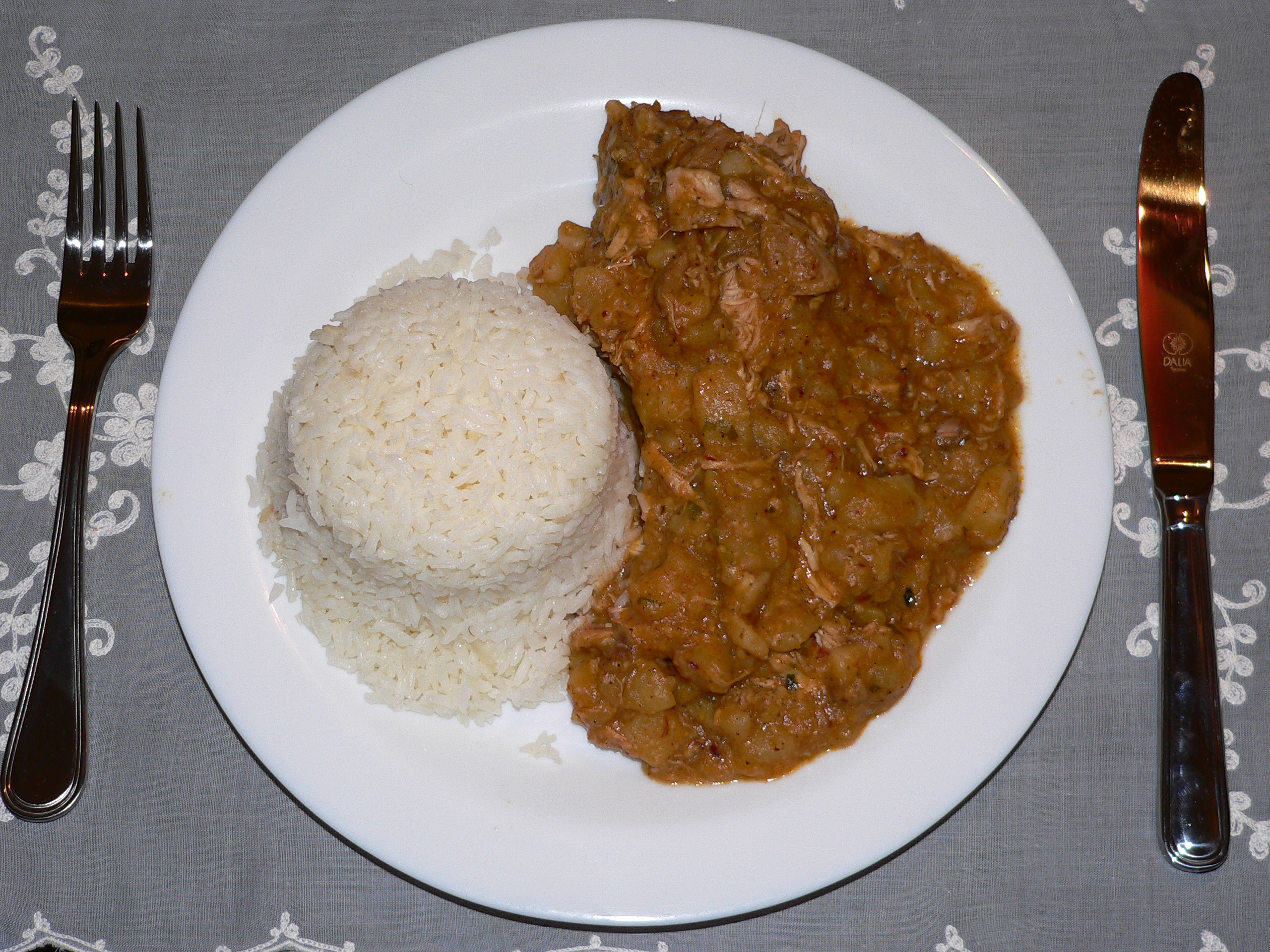
Plat de carapulca.

La carapulca, ou carapulcra (de l'aymara qala phurk'a, « plat de pierres chaudes ») est un mets typique de la cuisine péruvienne. C'est un des plats les plus anciens répertoriés depuis la conquête du Pérou. À l’origine, il s'agit d'un potage indigène préparé avec de la pomme de terre séchée et réhydratée dans une soupe (sancochado), cuite avec de la viande de porc et de poulet, des piments jaunes aji mirasol et rouges aji panca, de l'ail et d'autres épices. Ces derniers ingrédients ont été ajoutés par les Espagnols. Les esclaves noirs africains ont ajouté l'arachide d'Amérique (maní).

## Histoire
La préparation de la nourriture avec des pierres chaudes semble être une coutume de peuples de langues aymaranes. À cette époque, les préparations des populations andines se caractérisaient par leur simplicité. Ainsi, la carapulca proviendrait des anciens plats et soupes épaisses de viande de lama ou d'alpaga et de pomme de terre desséchée, cuits avec des pierres préchauffées à l'intérieur d'un récipient.
Le plat a évolué à partir de la conquête espagnole pour arriver petit à petit sur les tables créoles. Vers le XVIIe siècle, il était déjà considéré comme de la nourriture de pauvres, mais vers le milieu du XIXe siècle, on le tenait déjà pour le plat quotidien de la classe moyenne de Lima.
Actuellement, il existe des variantes avec du poulet et du porc, accompagné d'une garniture de riz.

## Recette de base
La viande doit cuire dans l'eau, au moyen d'un bouillon[pas clair]. Puis on coupe la viande en petits morceaux, auxquels on ajoute de la graisse ou de l'huile, de l'ail, des oignons, et du sel. Une fois les morceaux bien dorés, on met le piment et l'arachide. Les pommes de terre desséchées sont poêlées avec de l'huile jusqu'à ce qu'elles soient bien dorées, puis elles sont écrasées. Ensuite, on mêle la sauce et on verse doucement le bouillon. La viande est ajoutée et le plat est laissé à feu doux une ou deux heures. On ajoute plus tard un peu de vin et on sert avec du riz.